# Xiphosura
Gli xifosuri (Xiphosura) sono un ordine di artropodi, nella classe dei merostomi. Gli animali che vi appartengono hanno un cefalotorace ricoperto da un ampio carapace convesso a forma di ferro di cavallo, l'addome non segmentato e dodici appendici fogliacee. Il sistema circolatorio è molto ben sviluppato, con un cuore allungato e una ricca rete vasale. I primi animali di questa sottoclasse sono comparsi nel periodo Ordoviciano e sono tuttora esistenti. Attualmente sono presenti solo cinque specie; Limulus polyphemus può raggiungere i 60 centimetri.
Nel corso dell'era Paleozoica e dell'era Mesozoica gli xifosuri raggiunsero una notevole espansione; sono note numerose forme fossili, che vivevano in una grande varietà di ambienti. Tra i più noti xifosuri estinti, da ricordare Lunataspis, Euproops e Mesolimulus.